# District de Kannauj
Le district de Kannauj (en hindi : कन्नौज जिला) est l'un des districts de la division de Kanpur dans l'État de l'Uttar Pradesh en Inde.

## Géographie
La capitale du district est la ville de Kannauj. 
La superficie du district est de 2 093 km2 et la population au recensement de 2011 s'élève à 1 656 616 habitants.